# Augusta Kochanowska
Augusta Kochanowska (6 juillet 1868 - 7 décembre 1927) est une artiste ukrainienne d’origine polonaise, réputée pour ses peintures et ses illustrations.

## Biographie
Augusta Kochanowska est née le 6 juillet 1868 à Sadagóra (en) (Tchernivtsi), dans le duché de Bucovine, aujourd'hui en Ukraine.
De 1894 à 1899, elle étudie à l'université des arts appliqués de Vienne. Elle vit à Tchernivtsi de 1885 à 1920, avec quelques interruptions,.
Son travail a été influencé par l'écrivaine ukrainienne Olha Kobylianska, qu'elle a rencontrée en 1874 et pour les livres de laquelle elle a réalisé de nombreuses illustrations.

## Œuvre

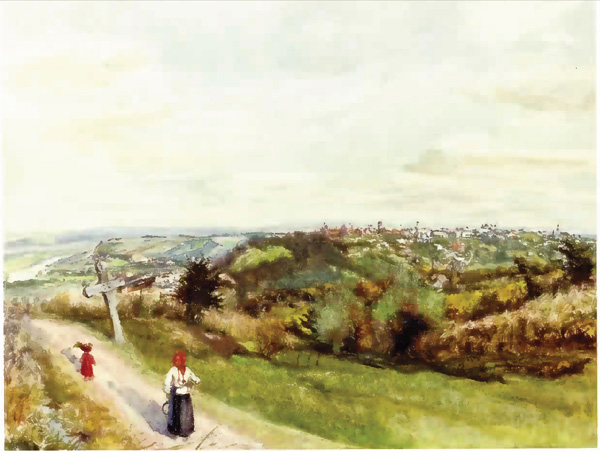
Augusta Kochanowska, Vue de Cracovie, 1890.

En 2013, le musée d'art de Tchernivtsi a publié un catalogue de la vie et de l'œuvre de l'artiste.